# Верхняя Пеза
Верхняя Пеза — река в России, протекает по Пудожскому району Карелии, недалеко от его границы с Плесецким районом Архангельской области. Устье реки находится в 9 км по левому берегу реки Сухая Водла. Длина реки составляет 13 км.

## Данные водного реестра
По данным государственного водного реестра России относится к Балтийскому бассейновому округу, водохозяйственный участок реки — Водла, речной подбассейн реки — Свирь (включая реки бассейна Онежского озера). Относится к речному бассейну реки Нева (включая бассейны рек Онежского и Ладожского озера).
Код объекта в государственном водном реестре — 01040100412102000016197.